# Kapsalon
Vous pouvez aider à l'améliorer ou bien discuter des problèmes sur sa page de discussion.
- Le fond est à vérifier. Si vous venez d’apposer le bandeau, merci d’indiquer ici les points à vérifier. (Marqué depuis janvier 2023)

Vous pouvez aider à l'améliorer ou bien discuter des problèmes sur sa page de discussion.
- Il ne cite pas suffisamment ses sources. Vous pouvez indiquer les passages à sourcer avec {{référence nécessaire}} ou {{Référence souhaitée}}, et inclure les références utiles en les liant aux notes de bas de page. (Marqué depuis janvier 2023)
- Son ton est trop lyrique ou dithyrambique. Le texte doit adopter un ton neutre et encyclopédique (aide). (Marqué depuis janvier 2023)

- Archive Wikiwix
- Bing
- Cairn
- DuckDuckGo
- E. Universalis
- Gallica
- Google
- G. Books
- G. News
- G. Scholar
- Persée
- Qwant
- (zh) Baidu
- (ru) Yandex
- (wd) trouver des œuvres sur Wikidata

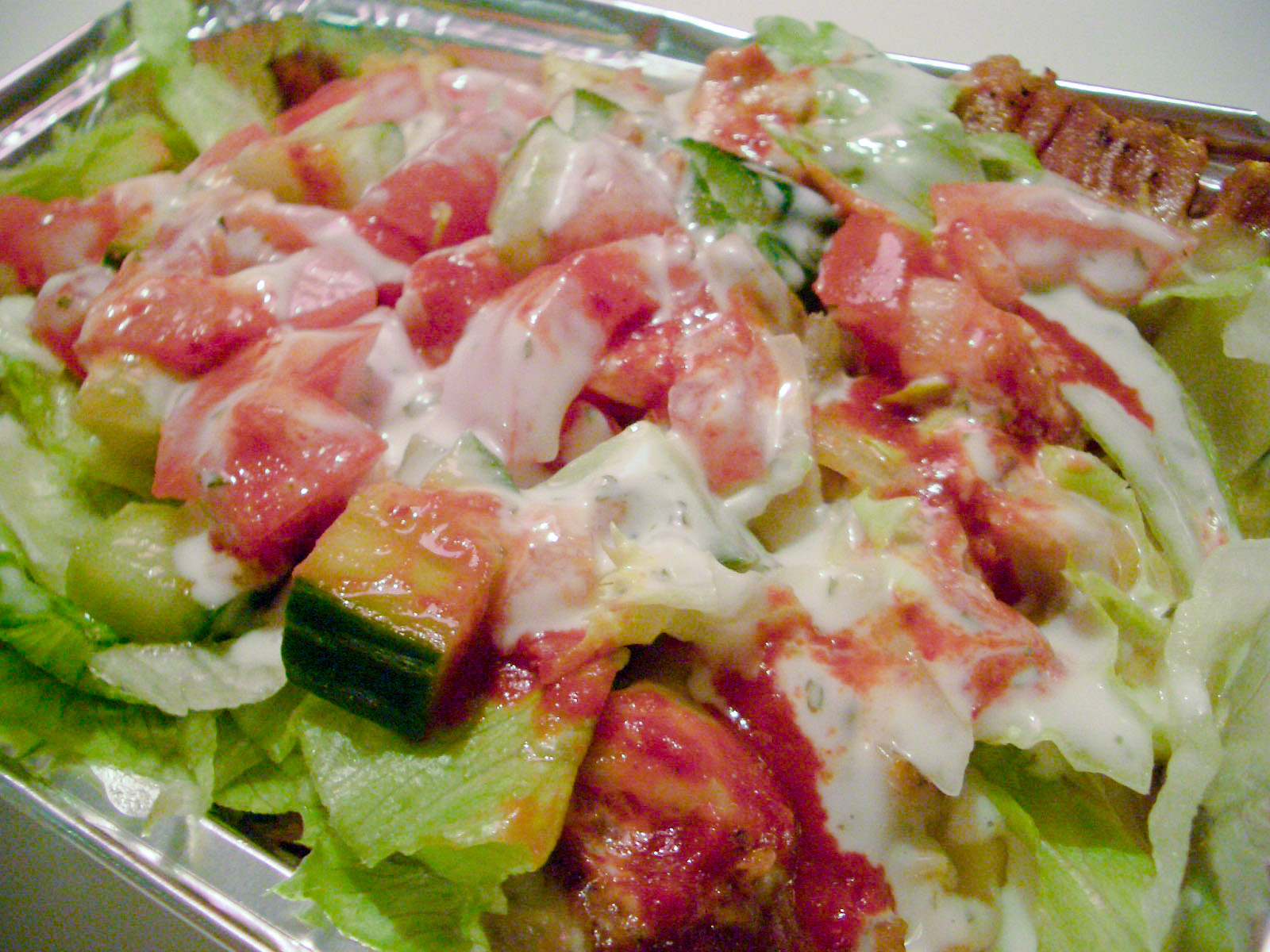
Détail d'un kapsalon avec des morceaux de tomates et de la laitue finement coupée, le tout assaisonné de sauce.

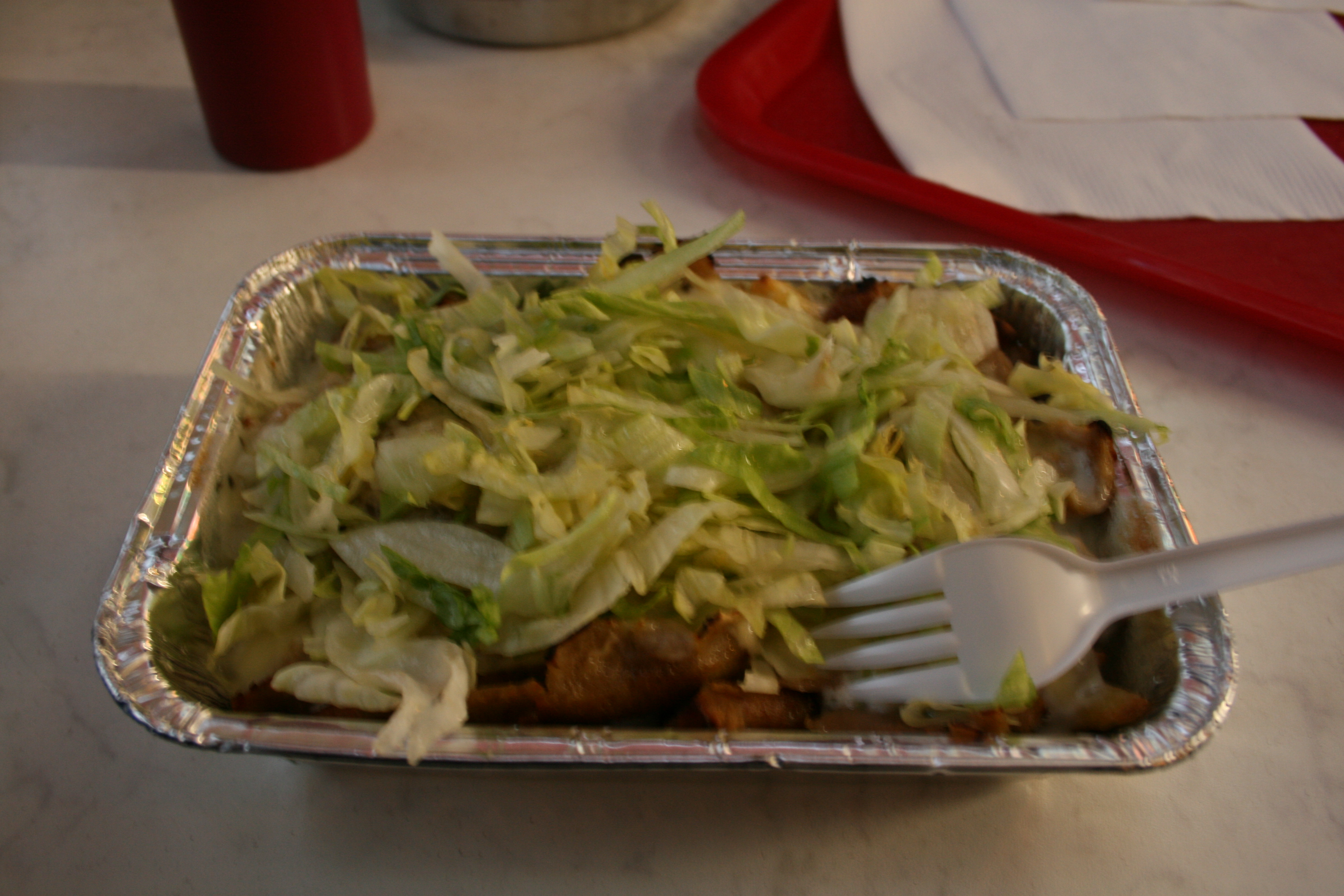
Kapsalon servi avec le fromage sous la salade.

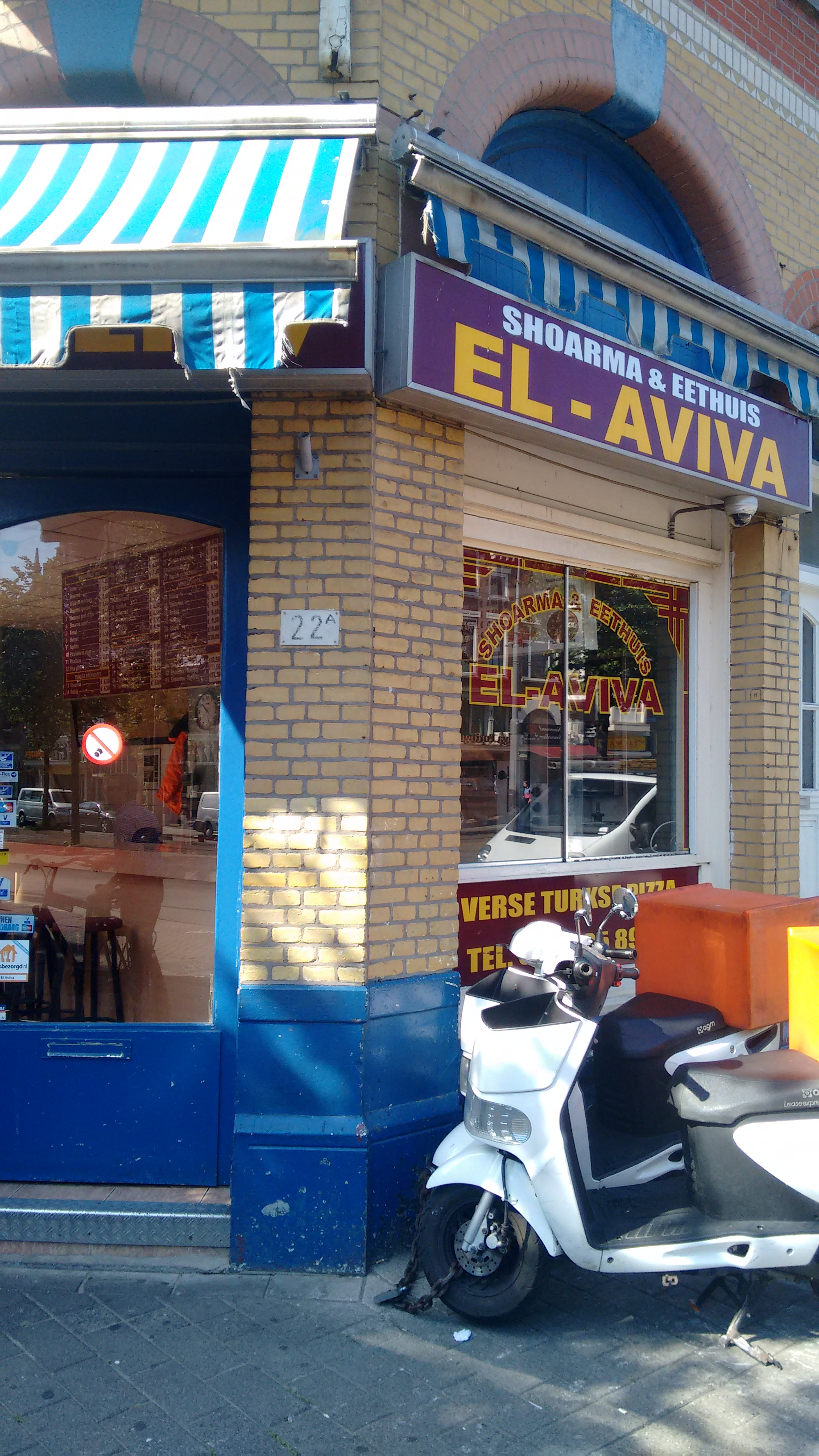
El-Aviva : lieu d'invention du kapsalon.

Le kapsalon, aussi connu sous le nom de « poutine à la hollandaise », est un mets typique de la cuisine néerlandaise, très apprécié dans les points de restauration rapide de Rotterdam.
Le terme signifie en néerlandais « salon de coiffure ». Il est généralement servi dans les points de restauration rapide d'origine turque, mais il s'agit d'un plat bon marché adapté aux coutumes néerlandaises.
Le kapsalon s’est également répandu en Belgique depuis ces dernières années et est proposée au menu de la plupart des "snacks".

## Histoire
La traduction de ce mot, qui signifie « salon de coiffure » en néerlandais, trouverait son nom de la part d'un client du Kebab "El-Aviva" à Rotterdam qui était coiffeur chez "Tati" et commandait au départ un kebab avec des frites, du fromage et des crudités dans un ravier au début des années 2000. Quand les clients du salon de coiffure voulurent goûter à ce mets, le coiffeur les redirigea au kebab le plus proche en indiquant qu'ils devaient commander un "Kapsalon" et que le gérant savait de quoi il s'agissait car, à la base, ce mets ne figurait pas au menu.
Par la suite, par l'effet du bouche à oreille, la recette s'est répandue dans les kebabs de la région de Rotterdam avant de devenir un mets proposé dans les menus de la plupart des kebabs néerlandais.

## Caractéristiques
Il se différencie d'un kebab par le fait qu'on ajoute par-dessus un peu de fromage (originellement du gouda) et de la sauce aïoli typique des kebabs de rue en Europe, ce qui lui donne une saveur caractéristique qui le distingue des kebabs servis en règle générale dans les points de restauration rapide de Rotterdam.
Il est habituellement servi dans une barquette en aluminium. Les frites au fond sont surmontées généralement de viande hachée ou de poulet, une couche de sauce (Mayonnaise, Andalouse, au choix) le tout est recouvert de fromage auquel le tout est mis au four pour que le fromage gratine et se mélange à la viande et aux frites. La salade, coupée en lanières, recouvre le kapsalon. Elle est assaisonnée de sauce aïoli.
Le kapsalon est vendu généralement en taille unique compte tenu de la teneur calorique très élevée du repas dans son ensemble.